# Embryologi
Embryologi er studiet af den tidlige fosterudvikling. Selve ordet er en udbygning af ordet embryo, der er betegnelsen for det tidlige fosterstadie.